# لويس فيرسيب
لويس فيرسيب (5 ديسمبر 1908 – 27 يونيو 1988) لاعب كرة قدم بلجيكي راحل كان يجيد اللعب في خط الهجوم . سجل لصالح منتخب بلجيكا 8 أهداف في 34 مباراة دولية . بعد اعتزال اللعب انتقل إلى مهنة التدريب .

## وصلات خارجية
- لويس فيرسيب على موقع الاتحاد الدولي (مؤرشف)  (الإنجليزية)
- لويس فيرسيب على موقع الاتحاد البلجيكي (الإنجليزية)
- لويس فيرسيب على موقع قاعدة بيانات كرة القدم.إي يو (الإنجليزية)
- لويس فيرسيب على موقع ناشيونال فوتبول تيمز (الإنجليزية)
- لويس فيرسيب على موقع Soccerway.com (الإنجليزية)
- لويس فيرسيب على موقع عالم كرة القدم.نت (الإنجليزية)
- لويس فيرسيب على موقع أوليمبيديا (الإنجليزية)

- هذا السيرة الذاتية